# Gideon Gono

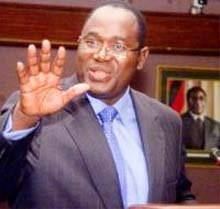
Gideon Gono (2008)

Gideon Gono (* 29. November 1959) ist ein simbabwischer Bankmanager. Zwischen November 2003 und November 2013 war er Leiter der Zentralbank von Simbabwe.

## Leben
Gideon Gono war, bevor er zum Leiter der Zentralbank Simbabwes ernannt wurde, in verschiedenen Banken tätig, zuletzt bei der Commercial Bank of Zimbabwe. Er wurde im November 2008 für weitere fünf Jahre zum Leiter der Zentralbank Simbabwes ernannt. Gono wird immer wieder mitverantwortlich gemacht, zur Wirtschaftskrise, darunter vor allem der Hyperinflation beigetragen zu haben.
Außerdem ordnete er zahlreiche Haftbefehle gegen Geschäftsleute an, die beschuldigt wurden, ihre Preise nicht gering genug gehalten zu haben. Einige weitere von ihm verschuldete wirtschaftliche Fehlschläge sind die Knappheit von Brennstoff und Nahrungsmitteln, sowie die Hyperinflation, welche Gono durch verstärkt in Umlauf gebrachte Banknoten angehoben hat, obwohl zahlreiche Ökonomen hiervon abgeraten hatten. Er besitzt zahlreiche Farmen in Simbabwe, die Farmern enteignet wurden. Zudem ist er im Besitz eines Grundstückes in Malaysia. Seine Einreise in die USA und die Europäische Union ist unerwünscht, weil er die Gewaltexzesse von Parteigängern des Diktators Robert Mugabe gegen die demokratische Opposition finanziert haben soll. Ihm wird vom britischen Journalisten Jon Swain bzw. der Sunday Times eine Affäre mit der zweiten Ehefrau Robert Mugabes, Grace Mugabe, nachgesagt.

## Auszeichnung
Gono erhielt 2009 von der Harvard-Universität in Cambridge (USA) den Ig-Nobelpreis, eine Art „Anti-Nobelpreis“, weil „er den Menschen eine einfache, alltägliche Möglichkeit gegeben hat, mit einer Vielzahl von Zahlen umzugehen – von sehr kleinen bis zu sehr großen –, indem er seine Bank Banknoten mit Nennwerten von einem Cent ($.01) bis zu hundert Billionen Dollar ($100.000.000.000.000) drucken ließ“.